# Rimski prvomučenici
Rimski prvomučenici ili Sveti prvomučenici (lat. Santi Protomartiri) bili su kršćanski mučenici u Rimu tijekom Neronova progona 64. godine. Događaj su zabilježili Tacit i papa Klement I. Rimokatolička Crkva ih slavi kao spomendan 30. lipnja.
Rim je imao veliku židovsku populaciju. Akvila i Priscila, izrađivači šatora iz Ponta, živjeli su u Rimu dok ih car Klaudije nije protjerao 54. godine. Rani kršćani postojali su u Rimu desetak godina nakon Isusove smrti.
U srpnju 64. godine veliki požar opustošio je Rim. Glasine su okrivile cara Nerona koji je htio proširiti svoju palaču. Neron je optužio kršćane. Prema Tacitu, mnogi kršćani pogubljeni su „ne toliko zbog zločina podmetanja požara, koliko zbog mržnje”.
Pokriveni životinjskim kožama, rastrgavani su psima ili razapinjani na križeve, ili su gorjeli kao noćno osvjetljenje. Neron je ponudio svoje vrtove za spektakl i prikazivao predstave u cirkusu. 
Sveti Petar i Pavao vjerojatno su bili među žrtvama.
Blagdan je uveden u Opći rimski kalendar 1969. godine kao općenito slavlje ranih rimskih mučenika, zamjenjujući mnoge manje mučeničke blagdane s oskudnim povijesnim dokazima. Blagdan se slavi dan nakon svetkovine svetih Petra i Pavla, glavnih zaštitnika Rima. Crkva „Santi Protomartiri a Via Aurelia Antica” u Rimu posvećena je ovim prvim mučenicima.